# Evergreen (Kolorado)
Evergreen – jednostka osadnicza w Stanach Zjednoczonych, w stanie Kolorado, w hrabstwie Jefferson.